# Velocidade em relação ao ar

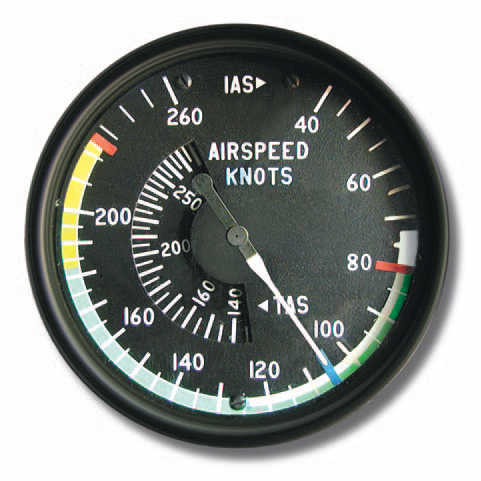
Um velocímetro é um instrumento de voo que mostra a velocidade em relação ao ar. Esse velocímetro possui marcações padronizadas para um avião multimotor.

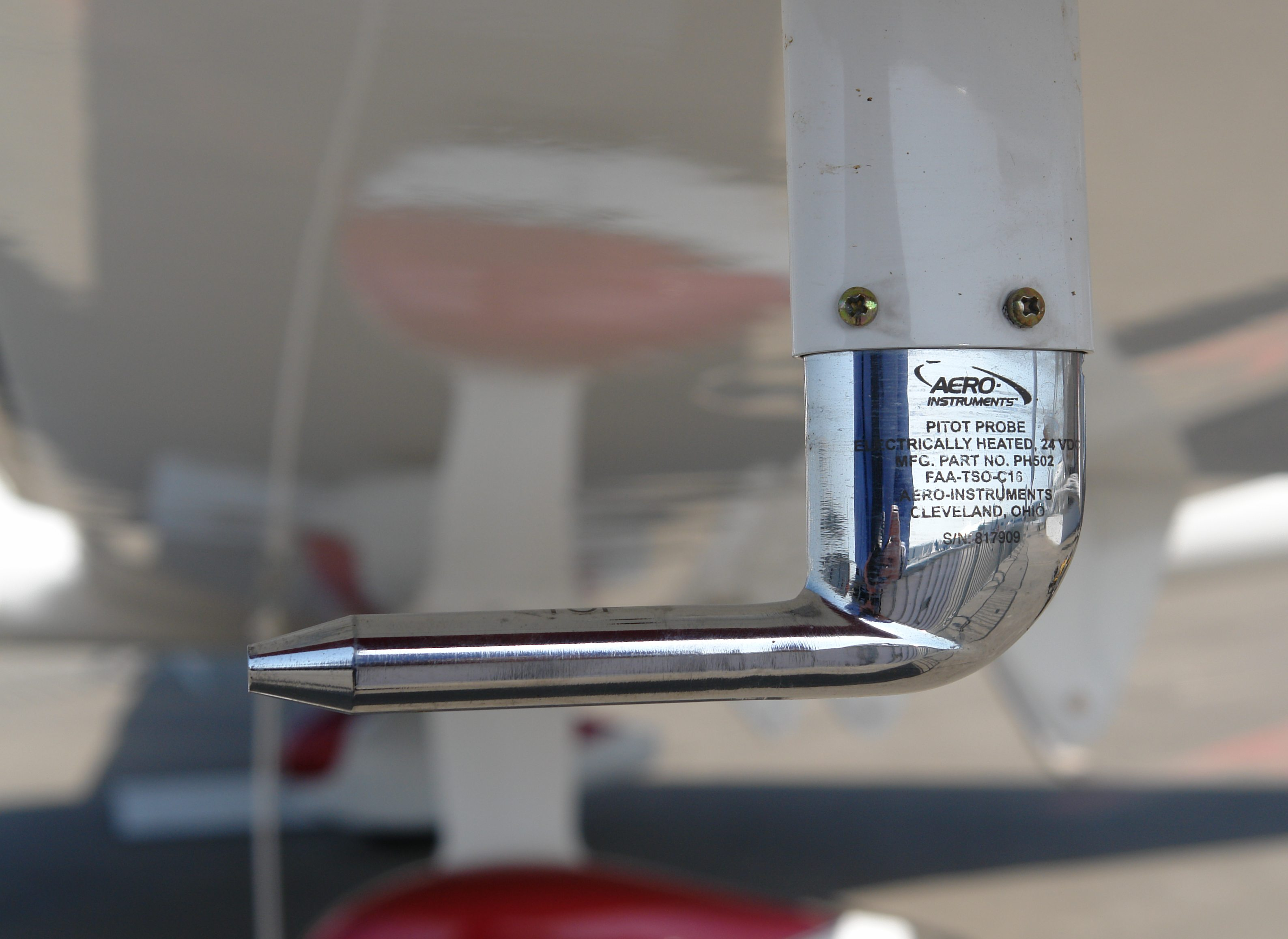
Aeronaves têm tubos de Pitot para medir a velocidade em relação ao ar.

Velocidade em relação ao ar é a rapidez de uma aeronave relativa ao ar. Entre as convenções comuns para qualificar a velocidade em relação ao ar estão a velocidade indicada ("IAS"), velocidade calibrada ("CAS"), velocidade equivalente ("EAS"), velocidade verdadeira ("TAS"), e velocidade-densidade.
Velocidade indicada é simplesmente o que é lido de um medidor de velocidade conectado a um sistema de Pitot estático, velocidade calibrada é a velocidade indicada ajustada para o erros de instalação e de posicionamento do sistema de Pitot, e velocidade equivalente é a velocidade calibrada ajustada para efeitos de compressibilidade. Velocidade verdadeira é a velocidade equivalente ajustada para a densidade do ar, e é também a rapidez da aeronave através do ar no qual ela está voando. A divergência da velocidade calibrada está tipicamente dentro de alguns nós da velocidade indicada, enquanto que a velocidade equivalente diminui levemente da CAS conforme a altitude da aeronave aumenta ou em altas velocidades.
Com a EAS constante, a velocidade verdadeira aumenta conforme a altitude da aeronave aumenta. Isso se deve à diminuição da densidade do ar em altitudes maiores, mas a asa de uma aeronave requer a mesma quantidade de partículas de ar (ou seja, massa de ar) fluindo ao seu redor para produzir a mesma quantidade de sustentação para dado ângulo de ataque ("AOA"); assim, uma asa deve mover-se mais rápido através de ar mais rarefeito do que através de ar mais denso para obter a mesma quantidade de sustentação.
A medição e indicação da velocidade em relação ao ar é normalmente realizada a bordo de uma aeronave por meio de um velocímetro ("ASI") conectado a um sistema de Pitot estático. O sistema de Pitot estático é composto de um ou mais tubos de Pitot (ou sondas) voltadas em direção ao fluxo de ar que se aproxima para medir a pressão de Pitot (também chamada de pressão de estagnação, total ou de impacto) e uma ou mais portas estáticas para medir a pressão estática no fluxo de ar. Essas duas pressões são comparadas pelo ASI para fornecer uma leitura de IAS.

## Velocidade indicada
Velocidade indicada (IAS) é a leitura do velocímetro (ASIR) não corrigida para erros de instrumentos, posição, entre outros. Das atuais definições da EASA: Velocidade indicada significa a rapidez de uma aeronave como mostrada em seu velocímetro de Pitot estático calibrado para refletir o fluxo compressível adiabático em atmosfera padrão ao nível do mar não corrigido para erros do sistema de velocidade em relação ao ar.
Fora do antigo bloco soviético, a maior parte dos velocímetros mostra a velocidade em nós (milhas náuticas por hora). Algumas aeronaves leves possuem velocímetros que mostram a velocidade em milhas estatutárias por hora ou quilômetros por hora.
Um velocímetro é um medidor de pressão diferencial, com a leitura de pressão expressa em unidades de velocidade, em vez de pressão. A velocidade em relação ao ar é derivada da diferença entre a pressão de impacto proveniente do tubo de Pitot, ou pressão de estagnação, e a pressão estática. O tubo de Pitot é montado voltado para a frente; a pressão estática é frequentemente detectada em portas estáticas em um ou ambos os lados da aeronave. Algumas vezes ambas as fontes de pressão são combinadas em uma única sonda, um tubo de Pitot-estático. A medição da pressão estática está sujeita a erro devido a impossibilidade de se colocar as portas estáticas em posições nas quais a pressão é realmente pressão estática em todas as velocidades e atitudes. A correção para esse erro é a correção de erro de posição (PEC) e varia para diferentes aeronaves e velocidades. Mais erros de 10% ou mais são comuns se o avião é voado em um voo "descoordenado".

## Velocidade calibrada
Velocidade calibrada (CAS) é a velocidade indicada corrigida para os erros de instrumentos, erro de posição (devido à pressão incorreta na porta estática) e erros de instalação.
Valores da velocidade calibrada inferiores à velocidade do som no nível do mar padrão (661,4788 nós) são calculados como segue:
{\displaystyle V_{c}=A_{0}{\sqrt {5{\Bigg [}{\bigg (}{\frac {q_{c}}{P_{0}}}+1{\bigg )}^{\frac {2}{7}}-1{\Bigg ]}}}} menos a correção de erro de posição e instalação.
onde
{\displaystyle V_{c}\,} é a velocidade calibrada,
{\displaystyle q_{c}\,} é a pressão dinâmica (polegadas de Hg) medida pelo tubo de Pitot,
{\displaystyle P_{0}\,} é 29,92126 polegadas de Hg; pressão de ar estático no nível do mar padrão,
{\displaystyle A_{0}\,} é 661,4788 nós; velocidade do som no nível do mar padrão.
Unidades além de nós e polegadas de mercúrio podem ser usadas, se usadas consistentemente.
Essa expressão é baseada na forma da equação de Bernoulli aplicável a um gás perfeito e incompressível. Os valores para {\displaystyle P_{0}} e {\displaystyle A_{0}} são consistentes com a ISA, ou seja, sob as condições nas quais os velocímetros são calibrados.

## Velocidade equivalente
Velocidade equivalente (EAS) é definida como a rapidez ao nível do mar que produziria a mesma pressão dinâmica incompressível que a velocidade verdadeira na altitude na qual o veículo está voando. Uma aeronave em voo para a frente está sujeita aos efeitos da compressibilidade. Da mesma forma, a velocidade calibrada é uma função da pressão de impacto compressível. EAS, por outro lado, é uma medida da velocidade que é uma função da pressão dinâmica incompressível. Análise estrutural muitas fezes é feita em termos da pressão dinâmica incompressível, de modo que a velocidade equivalente é uma rapidez útil para testes estruturais. Na pressão do nível do mar padrão, as velocidades calibrada e equivalente são iguais. Até cerca de 200 nós CAS e 10 000 ft (3 050 m) a diferença é desprezível, mas em maiores velocidades e altitudes, a CAS deve ser corrigida para erros de compressibilidade para determinar a EAS. O significado da velocidade equivalente é que, em números de Mach abaixo do início do arrasto de onda, todas as forças e momentos aerodinâmicos em uma aeronave são proporcionais ao quadrado da velocidade equivalente. A velocidade equivalente está intimamente relacionada com a velocidade indicada mostrada pelo velocímetro. Assim, a manobrabilidade e o "feel" de uma aeronave, e as cargas aerodinâmicas sobre ela, em uma dada velocidade equivalente, são quase constantes e iguais àquelas no nível do mar padrão, independentemente das reais condições de voo.

## Velocidade verdadeira
Velocidade verdadeira {\displaystyle (V_{t})} é a rapidez da aeronave relativa à atmosfera. A velocidade verdadeira e a proa de uma aeronave constituem sua velocidade relativa à atmosfera. A relação vetorial entre a velocidade verdadeira e a rapidez com respeito ao solo {\displaystyle (V_{g})} é:
{\displaystyle V_{t}\ =\ V_{g}-V_{w}}
onde
{\displaystyle V_{w}} = Vetor velocidade do vento
Instrumentos de voo de aeronaves, no entanto, não computam a velocidade verdadeira como uma função da velocidade em relação ao solo e da velocidade do vento. Eles usam as pressões de impacto e estática, bem como uma entrada de temperatura. Velocidade verdadeira é a velocidade equivalente que é corrigida para a altitude de pressão e temperatura (que define a densidade). O resultado é a rapidez física verdadeira da aeronave relativa ao corpo de ar circundante. Em condições de nível do mar padrão, velocidade verdadeira, velocidade calibrada e velocidade equivalente são todas iguais.
O método mais simples para computar a velocidade verdadeira é usando uma função do número de Mach:
{\displaystyle V_{t}\ =\ a_{0}\cdot M{\sqrt {\frac {T}{T_{0}}}}}
onde
{\displaystyle a_{0}} = Velocidade do som ao nível do mar padrão (661,4788 nós)
{\displaystyle M} = Número de Mach
{\displaystyle T} = Temperatura (kelvin)
{\displaystyle T_{0}} = Temperatura padrão ao nível do mar (288,15 kelvin)
Ou, se o número de Mach não é conhecido:
{\displaystyle V_{t}\ =\ a_{0}\cdot {\sqrt {5\left[\left({\frac {q_{c}}{P}}+1\right)^{\frac {2}{7}}-1\right]\cdot {\frac {T}{T_{0}}}}}}
onde
{\displaystyle a_{0}} = Velocidade do som ao nível do mar padrão (661,4788 nós)
{\displaystyle q_{c}} = Pressão de impacto (inHg)
{\displaystyle P} = Pressão estática (inHg)
{\displaystyle T} = Temperatura (kelvin)
{\displaystyle T_{0}} = Temperatura padrão ao nível do mar (288,15 kelvin)
A equação acima é somente para números de Mach menores do que 1,0.
Velocidade verdadeira difere da velocidade equivalente pois o velocímetro é calibrado ao nível do mar, em condições ISA, onde a densidade do ar é 1,225 kg/m³, enquanto que a densidade do ar em voo normalmente difere desse valor.
{\displaystyle {\frac {1}{2}}\rho V^{2}=q={\frac {1}{2}}\rho _{0}V_{e}^{2}}
Assim
{\displaystyle {\frac {V}{V_{e}}}={\sqrt {\frac {\rho _{0}}{\rho }}}}
onde
{\displaystyle \rho \,} é a densidade do ar na condição de voo.
A densidade do ar pode ser calculada de:
{\displaystyle {\frac {\rho }{\rho _{0}}}={\frac {p\,T_{0}}{p_{0}\,T}}}
onde
{\displaystyle p\,} é a pressão do ar na condição de voo,
{\displaystyle p_{0}\,} é a pressão do ar no nível do mar = 1 013,2 hPa,
{\displaystyle T\,} é a temperatura do ar na condição de voo,
{\displaystyle T_{0}\,} é a temperatura do ar no nível do mar, ISA = 288,15 K.
Fonte: Aerodynamics of a Compressible Fluid.

## Velocidade relativa ao solo
Velocidade relativa ao solo é a rapidez da aeronave relativa ao solo, que é a velocidade real da aeronave combinada com a rapidez da massa de ar (ou seja, vento) na qual ela está voando. Por exemplo, uma aeronave viajando a 150 nós TAS em uma massa de ar movendo contra sua direção de voo a 25 nós iria ter um vento de proa de 25 nós e ter uma velocidade relativa ao solo de 125 nós.

### Calculadoras
- Dan Israel Malta. «MaltApplication». Calculadora Aeronáutica e Atmosférica, aplicações Windows e Android
- Luiz Monteiro. «Altimetry». Calculadoras que consideram compressibilidade, aquecimento devido ao atrito e outras variáveis
- Luiz Monteiro. «Wind & Time - Speed - Distance». Considera mudanças na densidade do combustível devido à temperatura
- «Atmospheric Calculator». NewByte Flight Dynamics. Consultado em 4 de outubro de 2018. Arquivado do original em 17 de setembro de 2009